# Cantone di Vertou
Il Cantone di Vertou è una divisione amministrativa dell'arrondissement di Nantes.
A seguito della riforma approvata con decreto del 25 febbraio 2014, che ha avuto attuazione dopo le elezioni dipartimentali del 2015, è passato da 2 a 5 comuni.

## Composizione
I 2 comuni facenti parte prima della riforma del 2014 erano:
- Les Sorinières
- Vertou

Dal 2015 i comuni appartenenti al cantone sono i seguenti 5:
- Château-Thébaud
- La Haie-Fouassière
- Saint-Fiacre-sur-Maine
- Les Sorinières
- Vertou